# Hainholz (Pritzwalk)

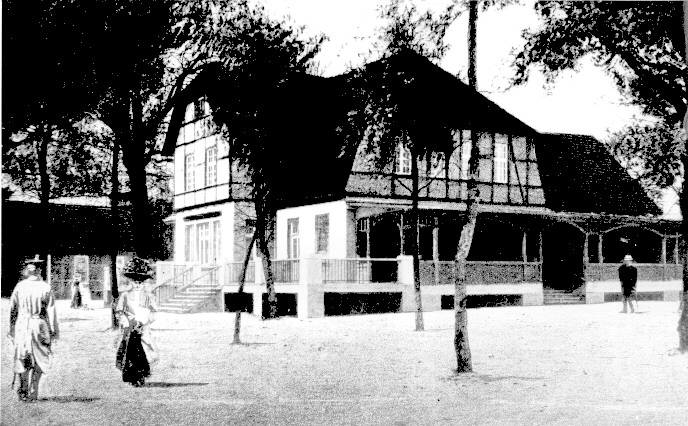
Forsthaus Hainholz, Ausflugsgaststätte am Rande der Stadt Pritzwalk im Naturpark Hainholz

Der Hainholz (historisch auch Heynholt für Hegeholz, also einen eingehegten Wald) ist ein städtischer Waldpark und gilt als Pritzwalks „Grüne Lunge“. Das Waldgebiet liegt im Nordosten der Stadt und ist seit 200 Jahren ein beliebtes Ausflugsziel. Das Areal besteht aus geschützten Biotopen, Kulturwald- aber auch forstwirtschaftlich genutzten Waldflächen. Der Waldpark besteht vor allem aus altem Laubmischwald. Als Naturraum spielt der Wald eine wichtige Rolle für die Biodiversität in der Stadt. Der Wald wird durch den Klimawandel und Forstschädlinge bedroht.
Als Standort für das städtische Ferienlager in der heutigen Waldschule verbrachte die Jugend Pritzwalks Zeit im Hainholz. Bis heute dauern die vielschichtigen Beziehungen zwischen den Pritzwalkern und ihrem Hainholz fort.

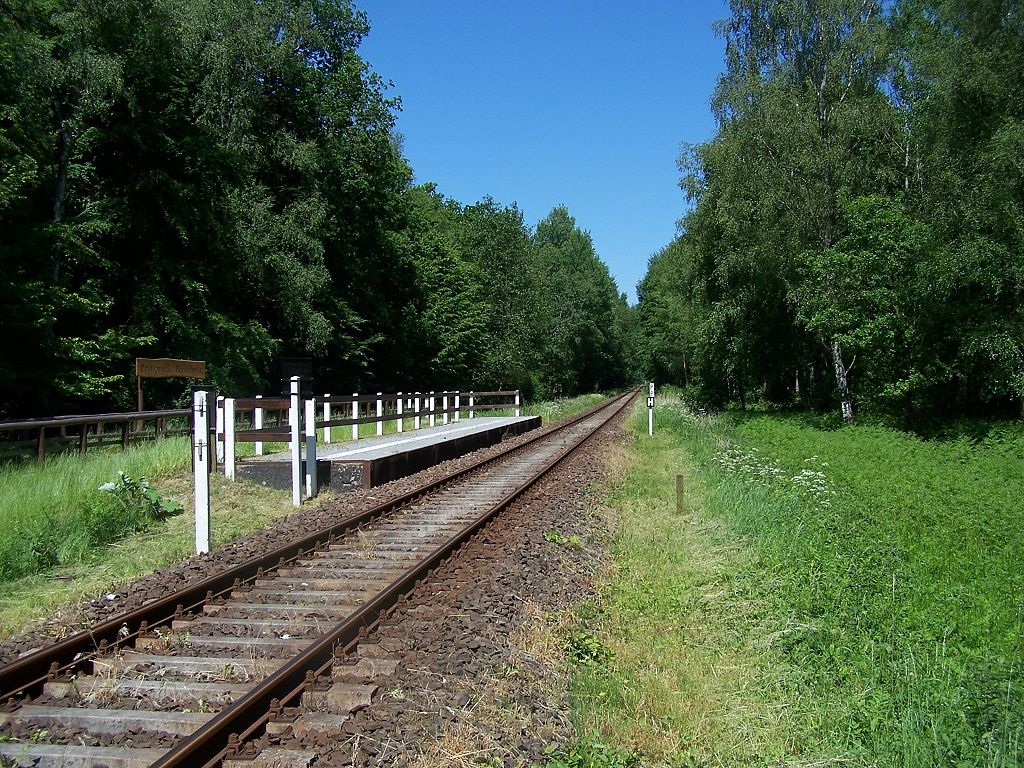
Haltepunkt Hainholz der Bahnstrecke Neustadt–Meyenburg, etwa 500 Meter zu Fuß vom Waldbad entfernt

## Geschichte

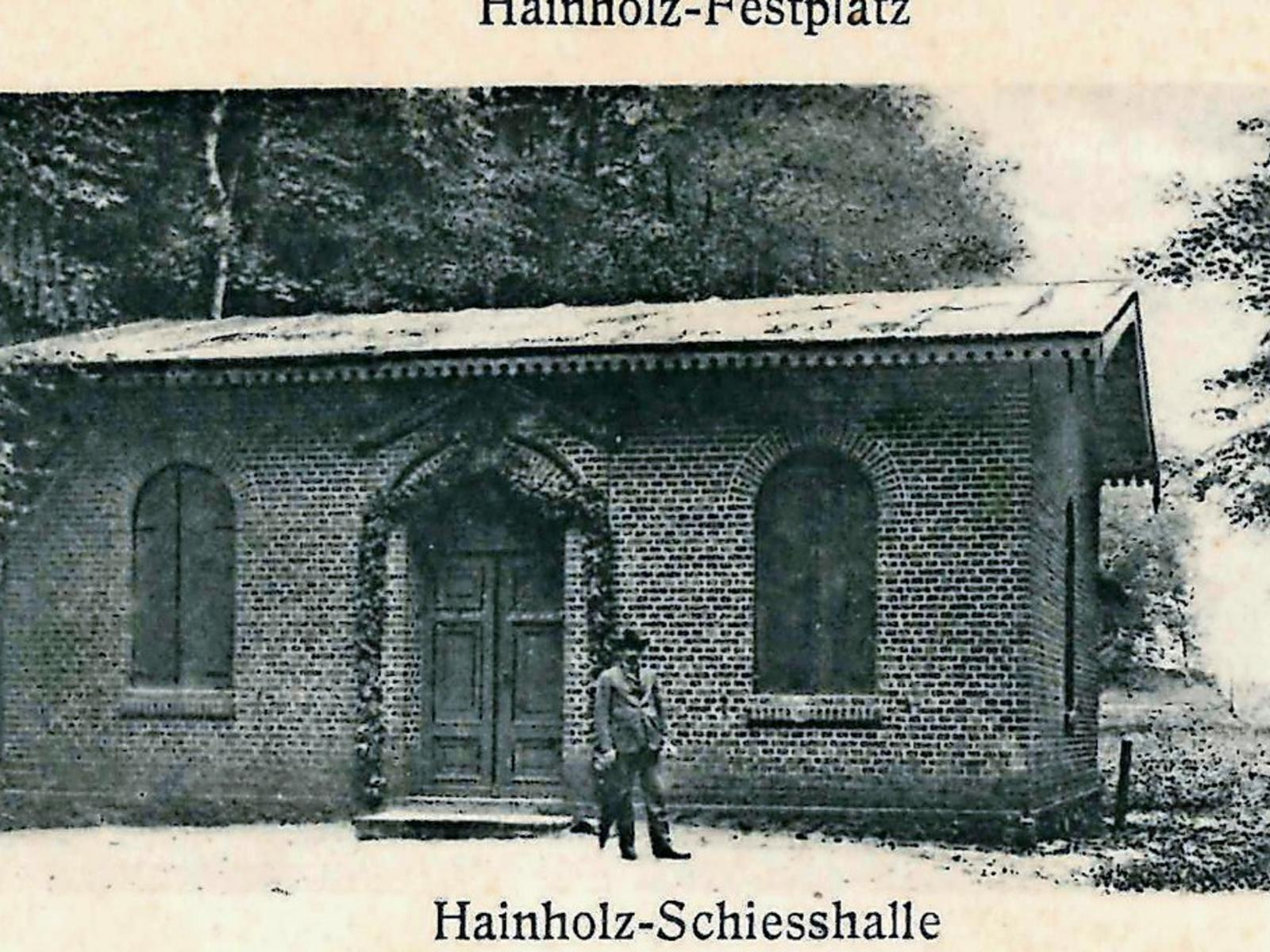
Pritzwalker-Schützengilde Schießhalle im Hainholz, Postkarte Anfang 20. Jahrhundert

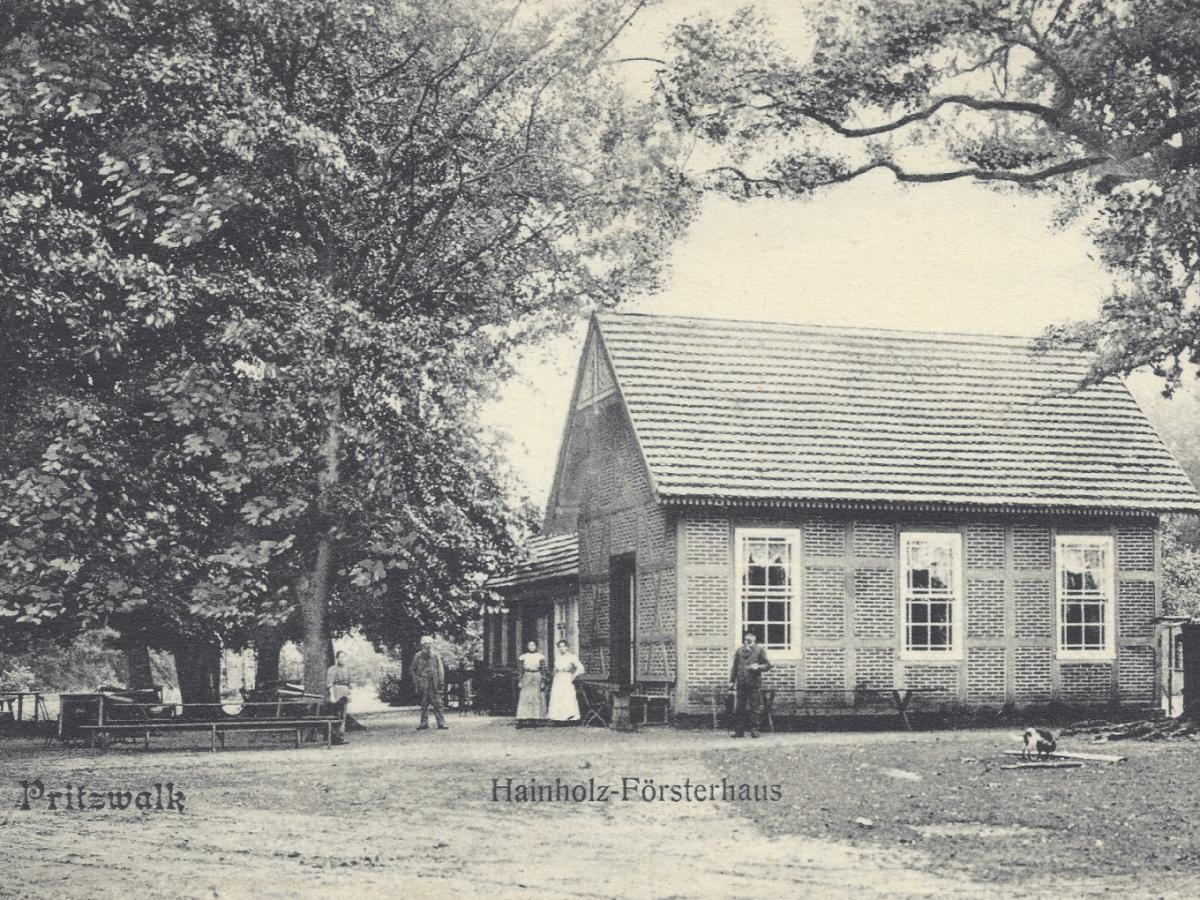
Hainholz Försterhaus Postkarte um 1900

### Mittelalter und Frühe Neuzeit
In slawischer Zeit wies die spätere Terra Pritzwalk nur eine geringe Bevölkerungsdichte auf. Nur um Pritzwalk selbst lag eine kleinere Siedlungskammer. Die übrigen Teile der Geschiebelehmplatte, die sich von Meyenburg aus in einer Breite von 15 bis 20 Kilometern bis in die Gegend südlich von Pritzwalk erstreckt, waren dicht bewaldet. Die guten Böden dieser Hochfläche, schwach bis mäßig gebleichte braune Waldböden, wurden wahrscheinlich am Ende des 12. und zu Beginn des 13. Jahrhunderts unter den Pflug genommen. Ob und in welchem Ausmaß der Landesausbau im Raum Pritzwalk um 1230 eingesetzt hatte, ist nur näherungsweise bestimmbar. Die Reihe der »hagen«-Dörfer von Meyenburg bis Pritzwalk deuten auf umfangreiche Rodungen hin. Das Grundwort -hagen bedeutet gleichermaßen Rodung, Grenze und Grenzschutz. Die Ortsbezeichnungsendung findet sich in einer geschlossenen Gruppe nördlich von Pritzwalk (Schönhagen, Steffenshagen, Giesenhagen, Falkenhagen, Rapshagen und die Wüstungen Ellershagen und Gerdshagen). Im Ergebnis des Landausbaus wurde der Waldgürtel im Norden Pritzwalks im 13. Jahrhundert zurückgedrängt.
Haine wie der Pritzwalker Hainholz waren zur Zeit der slawischen Besiedlung heilige Orte. Slawische Namensbezeichnungen von Orten wie etwa Pritzwalk selbst, setzten sich häufig in der Zone zwischen Oder und Elbe fort und auch im Fall des Hainholzes ist eine namentliche Anknüpfung an vormalige slawische Namensbedeutungen nicht ausgeschlossen.
1325 kaufte der Pritzwalker Rat von Markgraf Ludwig das Dorf Groß-Streckenthin mit den Mühlen. Diese befanden sich 0,5 Kilometer südwestlich von Streckenthin. 1258, kurze Zeit nach Gründung der Stadt Pritzwalk, hatte der Rat bereits den nordwestlich vom Hainholz gelegenen Waldforst „Kammermark“ vom Markgrafen Otto und Johann für 200 Silbermark erworben. Dezidierte Kaufurkunden für den Hainholz als solches sind nicht vorhanden. Ob die Kammermark und der Hainholz schon im 13. Jahrhundert in Folge der intensivierten Rodungstätigkeiten getrennte Forste waren, ist nicht nachgewiesen. Auch ist unklar, ob das städtische Flurstück Groß Streckenthin soweit südwestlich reichte, das es den Hainholz zumindest partiell umschloss. Der „Heynholz“ wird in einer Urkunde von Bischof Otto von Havelberg zur Bestätigung der Stiftung einer Kapelle zu Prignitz im Jahr 1420 als Besitztum der Stadt namentlich erwähnt.
Stadtwälder nahmen eine Sonderstellung im staatlichen Forstgefüge ein. In Brandenburg waren eher adeliger Waldbesitz (vor allem Rittergüter) prägend. Städtische Wälder wurden zuvor in der Regel von Landesherren oder adeligen Grundbesitzern durch die Städte erworben. Hintergrund solcher Käufe waren oftmals das der Landes- oder Grundherr wegen Verschuldung zunächst als Pfand veräußern musste und danach den Pfand nicht mehr auslösen konnte. Die Amts- und Dienstbezeichnungen der Stadtforste unterschieden sich, zumeist war aber von einem Stadtforstmeister oder Stadtförster die Rede, der von der Stadt Ernennung und Gehalt erhielt. Da sich der kurfürstliche Landesherr in Brandenburg seit dem Interregnum im Spätmittelalter in eine schwächere Position gegenüber den Grundbesitzern befand, waren brandenburgische nicht landesherrliche Forste von der Beförsterung durch landesherrliche ernannte Amtspersonen ausgenommen. Der Kurfürst hatte es folglich schwer, in der Auseinandersetzung mit den einflussreichen märkischen Adelsfamilien, auf diesem Aufgabenfeld die eigenen Strukturen zu übertragen. In Brandenburg galt im 16. und 17. Jahrhundert eine weit reichende Form der kommunalen Selbstverwaltung im Rahmen der Ständegesellschaft, die landesherrlichen Strukturen waren lange Zeit in der Mark Brandenburg schwach entwickelt und nur auf die landesherrlichen Domänengüter und Ämter beschränkt. Der jeweilige Grundherr von Ländereien oder Gebieten hatte folglich weit reichende Kompetenzen, etwa der einfachen Rechtsprechung auf dem eigenen Gebiet. Dieses Prinzip wurde erst mit der Zeit des Hochabsolutismus ab Ende des 17. Jahrhunderts erfolgreicher von der Zentralgewalt, dem brandenburgischen Kurfürsten und preußischen König untergraben.

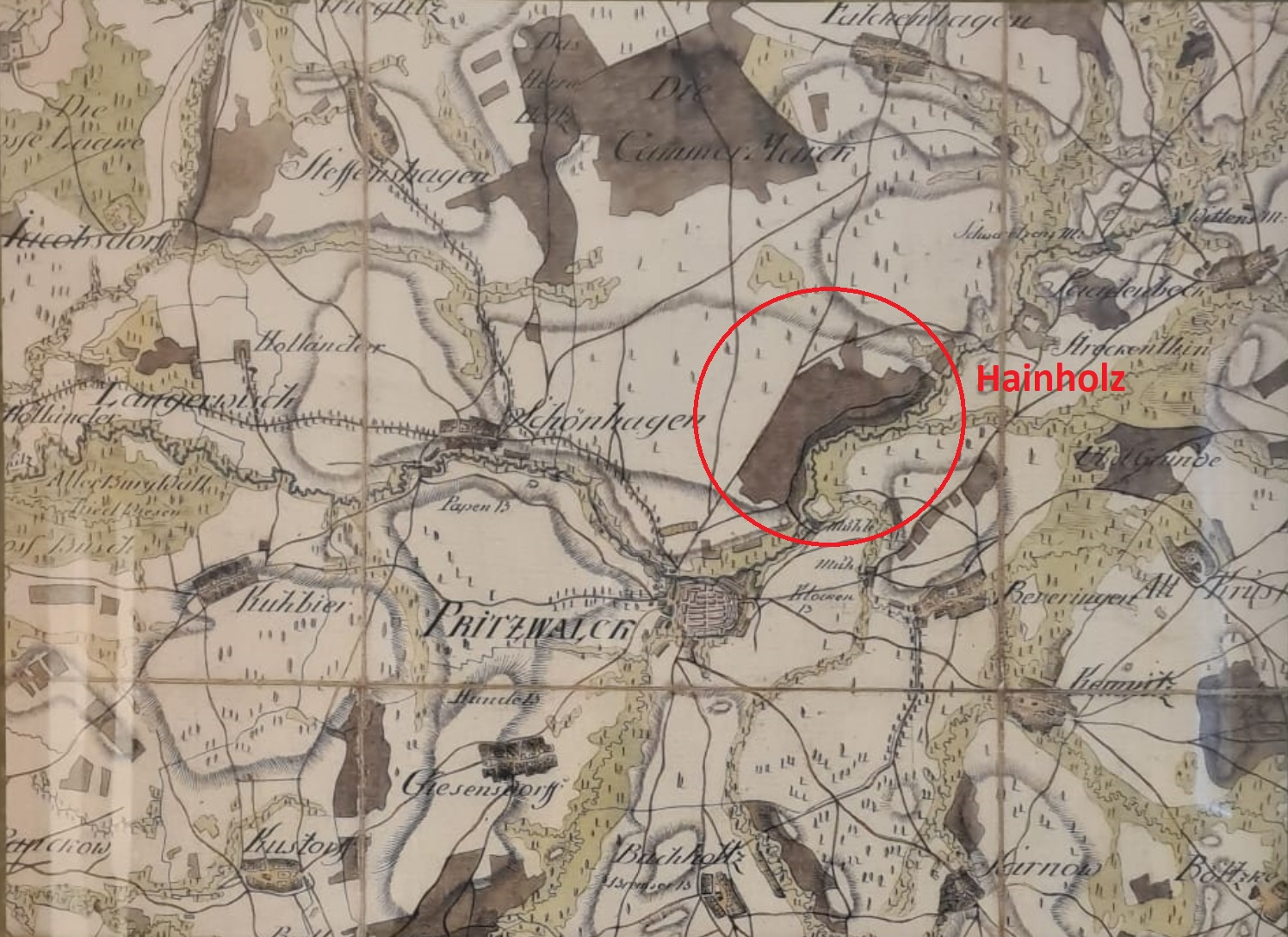
Schmettauisches Kartenwerk, Ansicht des Hainholzes, nordwestlich davon liegt der in den 1820ern abgeholzte zweite Pritzwalker Forst Kammermark.

Der kommunale Wald Pritzwalks setzte sich aus der Kammermark und dem Hainholz zusammen und lag in einem gemeinsame Gemengelage zwischen Bürgerschaft und der städtischen Kämmerei. Dieses umfasst um 1800 1150 Morgen oder 287,5 Hektar. Holznutzungsrechte waren seit Jahrhunderten Streitobjekte zwischen Rat und Bürgerschaft. Im Hainholz gehörten Grund und Boden sowie „Mastung“ (Sammelbezeichnung für Eicheln, Bucheckern u. ä. als Schweinefutter im Wald) der Bürgerschaft, das Holz der Kämmerei der Stadt. Einen Teil davon aber beanspruchte wiederum die Bürgerschaft als ein Zubehör der ihr unstreitig gehörigen Feldmark „Groß Streckenthin“. Der kommunale Wald Pritzwalks diente den Bürgern als Forst- und Weiderevier und der Stadt als Hypothekensicherheit, um für unterschiedliche Vorhaben einen Kredit aufnehmen zu können.
Die Einnahmen aus der Bewirtschaftung des Gemeindewaldes nahmen vielerorts eine sehr große Bedeutung im Rahmen der gemeindlichen Gesamteinnahmen ein. Aus der Prignitz standen Korn und Holz an erster Stelle zu Verkauf und Ausfuhr an. Holz wurde mittels Flößens über Kanäle zur Havel und Elbe nach Hamburg gebracht und war, gegen Zoll, frei verkäuflich. Dort gab es einen preußischen Holzmarkt. In Havelberg kurz vor der Elbe befand sich eine Nutzholzniederlage, wo der regionale Holzabsatz der nördlichen und westlichen Kurmark als Zwischenhandel vollzogen wurde. Für Pritzwalk ist der Zwischenhandel über das Flussabwärts gelegene nördlichere Wittenberge anzunehmen, das über Perleberg erreicht wurde. Die in Hamburg veräußerten Holzwaren gingen weiter in den Fernhandel nach Holland oder England und wurden unter anderen für den Schiffbau genutzt. Grundsätzlich bildete die ausreichende Versorgung mit Holz für unterschiedliche Zwecke (z. B. Baustoff, Brennstoffe) eine wichtige Voraussetzung für die wirtschaftliche und bauliche Entwicklung Pritzwalks über die Jahrhunderte hinweg.
Eine geregelte Forstwirtschaft setzten allgemein erst ab dem 18. Jahrhundert ein. Holzeinschläge im Pritzwalker Umland erfolgten folglich ungeregelt und nicht nachhaltig und führten vielerorts im 17. Jahrhundert zu Versorgungskrisenerscheinungen nach Holz. Dies erforderte eine Wandlung der Wirtschaftsweisen hin zu mehr Nachhaltigkeit beim Holzeinschlag. Kriegsfolgen führten ebenso zu erheblichen Waldverlusten um Pritzwalk. Kontributionsforderungen der französischen Besatzungsmacht in Folge des Vierten Koalitionskriegs führten zu Holzeinschlägen in der Kammermark, einst ein größeres Waldgebiet im Norden des Hainholzes und dem Hainholz selbst. In Folge des Stadtbrandes von 1821 musste ein Großteil des Hartholzbestandes der Kammermark für den Wiederaufbau geerntet werden.

### Neuzeit
Ein Stadtförster für den Stadtwald Hainholz wurde durch den Magistrat erstmals im Jahr 1837 bestellt. Davor beschäftigte die Stadt Pritzwalk nur „Holzwärter“. Aufzeichnungen im Stadtarchiv sind zum Hainholz und die Bewirtschaftung des Stadtwaldes bis etwa 1800 zurück zu verfolgen.
Der erste in den Magistratsakten erwähnte Holzwärter der Stadt Pritzwalk ist der 1809 eingestellte Gottfried Braun. Braun war bis zu seinem Tode 1837 in dieser Funktion tätig. Der Magistrat bestellte als ersten Stadtförster 1837 Carl Friedrich Jenisch, der bis zu seiner Pensionierung 1880 dieses Amt ausübte. Der Stadtförster war dem Magistrat der Stadt unterstellt und wurde von der Stadt Pritzwalk bezahlt. Ein weiteres Unterstellungsverhältnis bestand mit dem königlichen Forstamt in Potsdam, das aber immer über den Magistrat der Stadt und die zuständigen Ratsherren wirksam wurde. Der Stadtförster hatte die Aufgabe den Stadtwald zu bewirtschaften und dort die forstwirtschaftlichen Belange wir Holzschlag, Holzverkauf und Aufforstungen mit Hilfe der Holzwärter zu besorgen.
Durch den Stadtförster oder Familienangehörige wurde der Ausschank im Forsthaus betrieben, dessen Erlös dem Stadtförster zukam. Er hatte freie Wohnung im Forsthaus und bewirtschaftete einen kleinen Acker und hatte Weidefläche auf das an den Wald angrenzende Stadtland. Dem Stadtförster stand ein Deputat an Holz zu, das im Laufe der Dienstzeit mehrmals neu verhandelt wurde. Mit Beendigung der Dienstzeit bekam der Stadtförster ein Ruhestandsgehalt, Deputat und freie Wohnung.

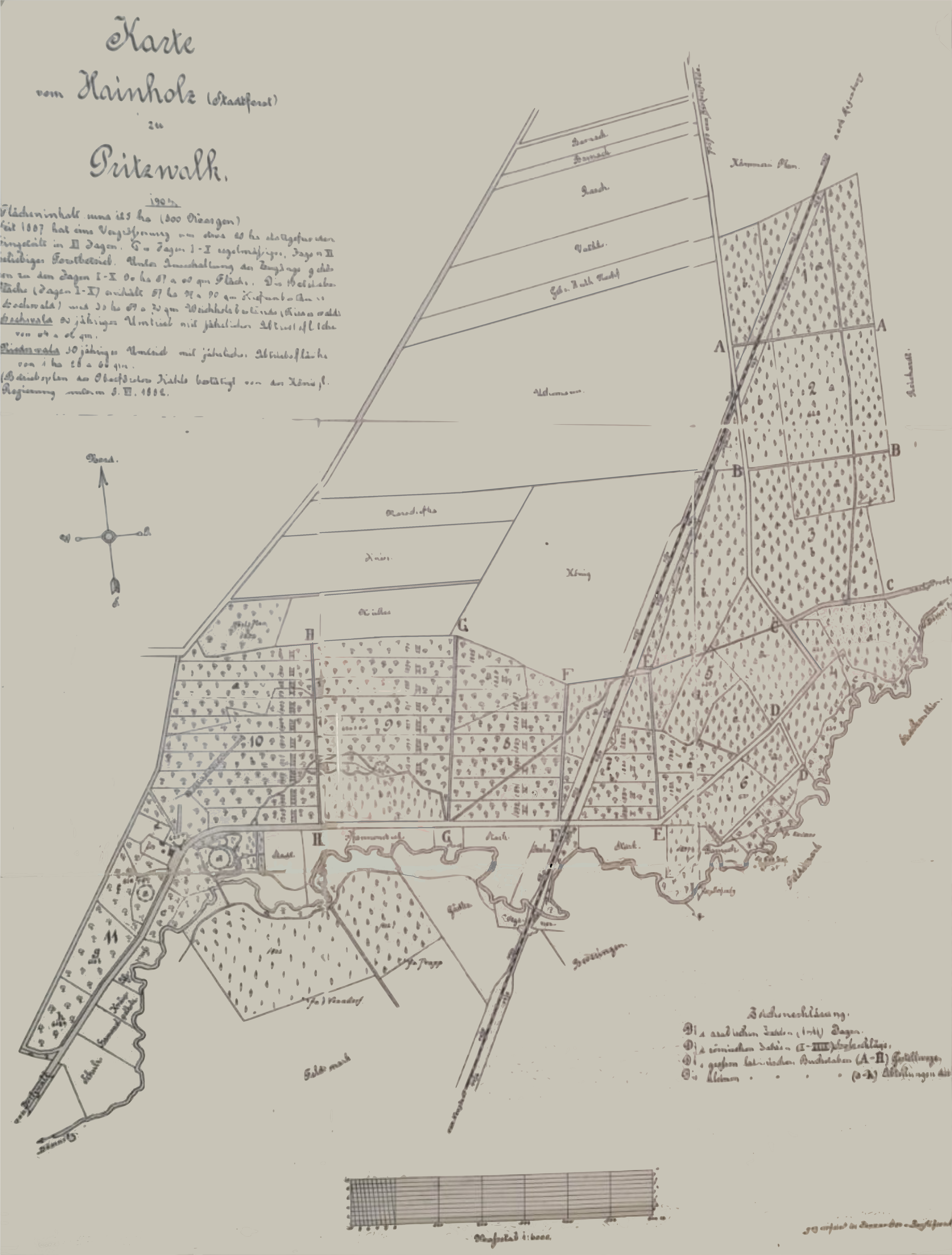
Plankarte für das Hainholt für 1904, Stadtforstamt Pritzwalk

Der Nutzungscharakter des Hainholzes als reiner Wirtschaftswald wandelte sich ab Mitte des 19. Jahrhunderts. Es traten weitere Nutzungsfunktionen hinzu, die zunehmend die Forstwirtschaft in den Hintergrund drängte. 1866 zog die Pritzwalker Schützengilde in das Hainholz und bekam dort von der Stadt ein Grundstück für Schießübungen zur Verfügung gestellt. Im gleichen Jahr errichtete der Verein einen Ziegelbau mit Schießbahnen im Hainholz. Das damals abgelegene Waldstück wurde als ideales Übungsgelände für die lärmenden Schusswaffen betrachtet. Von dem einstigen Schützenhaus sind heute keine Spuren mehr erhalten. Hinter dem Parkplatz befinden sich lediglich die Rudimente des Kugelfangs. Das Königsschießen im Hainholz bildete eines der beiden jährlichen Höhepunkte des Vereinslebens. Die Bahnstrecke von Pritzwalk nach Meyenburg wurde 1887 eröffnet und durchschnitt den Wald.
Mit dem Aufstieg der Bedeutung von sportlicher Ertüchtigung und einer den gesunden Körper idealisierenden Kultur gewann auch das Schwimmen in Pritzwalk gegen Ende des 19. Jahrhunderts stark an Bedeutung. Ab 1889 entstand an der Dömnitz entlang des Hainholzweges das erste Pritzwalker Schwimmbad. Dieses wurde in Männer- und Frauenbadeanstalten aufgeteilt. Die Einrichtung blieb begrenzt, so dass sich der Schwimmsport ab 1923 innerstädtisch verlagerte.
Für einige preußische Provinzen, darunter Brandenburg, wurde 1876 das „Gesetz betreffend die Verwaltung der den Gemeinden und öffentlichen Anstalten gehörenden Holzungen“ (Gesetz vom 14. August 1876) erlassen. Unter anderen war darin geregelt, dass die Verwaltung der Kommunalwälder „der Oberaufsicht des Staates unterliegt“. Die Bewirtschaftung dieser Wälder musste sich innerhalb der Grenzen der Nachhaltigkeit bewegen. Hierzu mussten Betriebspläne zugrunde gelegt werden, welche der Zustimmung des Regierungspräsidenten bedurften. Die im Betriebsplan festgesetzte nachhaltige Holzabnutzung war fortan auch für den jährlichen Holzeinschlag im Hainholz maßgebend.
Kurz vor dem Ersten Weltkrieg wurde eine Postautoverbindung sonntags und mittwochs für den Nachmittagsverkehr eingerichtet. Der Wald war damals schon parkähnlich angelegt worden. Im Zuge der Romantik hatte der Wald im deutschen Kulturraum eine besondere Wertschätzung erhalten und wurde oft zu einem Sehnsuchtsort, der in verklärende Mythen eingebettet wurde. Wald und Heimat wurden häufig assoziativ verwendet. Patriotische Bewegungen suchten im Wald nach einer gemeinsamen Identität. Inmitten dieser geistigen Strömungen entstand zu Ende des 19. Jahrhunderts eine Ausflugskultur. Spaziergänge mit Stock und Hut am Sonntag wurden zu einer beliebten Freizeitbeschäftigung. Der Aufenthalt in der Natur wurde als gesundheitsfördernd und geistig anregend propagiert und der nahegelegene Wald ein primäres Erholungsziel. Zahlreiche Bänke luden Spaziergänger zum Ausruhen ein. Das städtische Waldrestaurant verfügte auch über Zimmer zu mäßigen Preisen für Sommergäste.

### Nachkriegszeit und Moderne
Nach Kriegsende 1945 war der Stadtwald Hainholz militärisches Sperrgebiet, da hier auf den Gleisen der Eisenbahnstrecke in Richtung Meyenburg in den letzten Kriegstagen aus dem Pritzwalker Bahnhof kommend, Munitionszüge abgestellt wurden. Im Wald bewachten Einheiten der Sowjetarmee diese Züge. Teile der Munition wurden im Hainholz gesprengt. An einigen versteckten Stellen und abseits der Wanderwege sind Reste der ehemaligen sowjetischen Unterstände, Postenlöcher und Sprenggruben aus dieser Zeit noch auffindbar.
In Ostdeutschland wurden ab 1948 die Stadt- und Gemeindewälder über so genannte kommunale Wirtschaftsunternehmen als erste forstwirtschaftliche Flächen zu so genanntem Volkswald umgewidmet. Das kam praktisch einer Enteignung der waldbesitzenden Kommunen gleich. Ab 1952 erfolgte die Bewirtschaftung der Kommunalwälder durch die neu gegründeten staatlichen Forstwirtschaftsbetriebe (StFB). Der Kommunalwald stellte anfänglich juristisch noch kein Volkseigentum dar. Die staatlichen Forstwirtschaftsbetriebe übernahmen ihn nur als Verwaltungsträger. Die Stellung als Rechtsträger von Volkseigentum hinderte die StFB an der Veräußerung dieses Anlagevermögens.
1963 existierte bereits ein Waldmuseum im Forsthaus und ebenso ein Wildgehege.
Seit 1974 existierte für die jährlichen Ferienspiele der Schulen das Ferienzentrum Hainholz, nahe am vielgenutzten Waldschwimmbad. Beauftragt hatte dies die Stadt Pritzwalk im Rahmen des Walderholungsprojektes Hainholz. Es sollte das Recht der Bürger auf Freizeit und Erholung bedienen und den Schulen der Stadt einen Ferienort im Wald bieten. Die Einrichtung war mit Blockhütten, einem Abenteuerspielplatz mit Springböcken aus Holz und einem Kletterturm errichtet worden. Als Ergänzung wurde ein waldorientiertes Freizeit- und Ferienprogramm entwickelt, die sich fortan in der städtischen Jugendarbeit neben weiteren Angeboten in der Kernstadt etablierten. Die Belegung des Grundstücks wurde über die Pritzwalker Schulen organisiert. Mittels Lehrveranstaltungen und Gruppenexkursionen wurde Waldkunde unterrichtet. Im Vordergrund stand aber der Spaß an gemeinsamen Aktivitäten wie Singen, Basteln und Schwimmen im nahegelegenen Schwimmbad. Das Ferienangebot wurde in den jährlich vom Kreisferienausschuss herausgegebenen Programmheften veröffentlicht. 1992 erfolgte die Umwandlung des Ferienzentrums in eine Waldschule.
1986 begann der Aufbau eines Tierkundemuseums im ehemaligen Forsthaus und der Aufbau einer Naturschutzstation. Erste Bauarbeiten begannen 1988, so wurden Wirtschaftsgebäude und Strukturen ausgebaut. Im Zuge der Eingliederungsprozesse in die Bundesrepublik begannen ab 1990 größere ABM-Auffangprojekte, die bei der Schaffung eines Waldparks Hainholz mitwirkten. Lehrpfade und Naturschutzlehrgärten wurden neu geschaffen und gestaltet. 1992 begann durch die Treuhandanstalt auf der Grundlage des Einigungsvertrages die Rückübertragung des Kommunalwaldes an die Kommunen.
Ab 1994 wurde der Tiererlebnishof errichtet. Dieser sah auch eine Auffangstation für in Not geratene Wildtiere und ein Wildgehege für Damwild und Wildschafe vor. 1995 folgte der Bau und die Innengestaltung der Waldhütte die für bis zu 100 Personen konzipiert wurde. 2005 wurde der Eisenbahnhaltepunkt im Waldpark Hainholz errichtet und in Betrieb genommen.
Der Sturm Xavier entwurzelte 2017 zwischen Waldschule und ehemaliger Baumschule viele alte Buchen. Nach dem Abtransport der umgestürzten Bäume wurde das Gelände sich selbst überlassen, mit dem Ergebnis, dass das Gebiet inzwischen wieder mit Jungbäumen verschiedener Arten mit Wuchshöhen bis zu drei Metern bewachsen ist. Auch die Trockenheit der letzten Jahre führt zu Schäden beim Baumbestand.

## Topographie

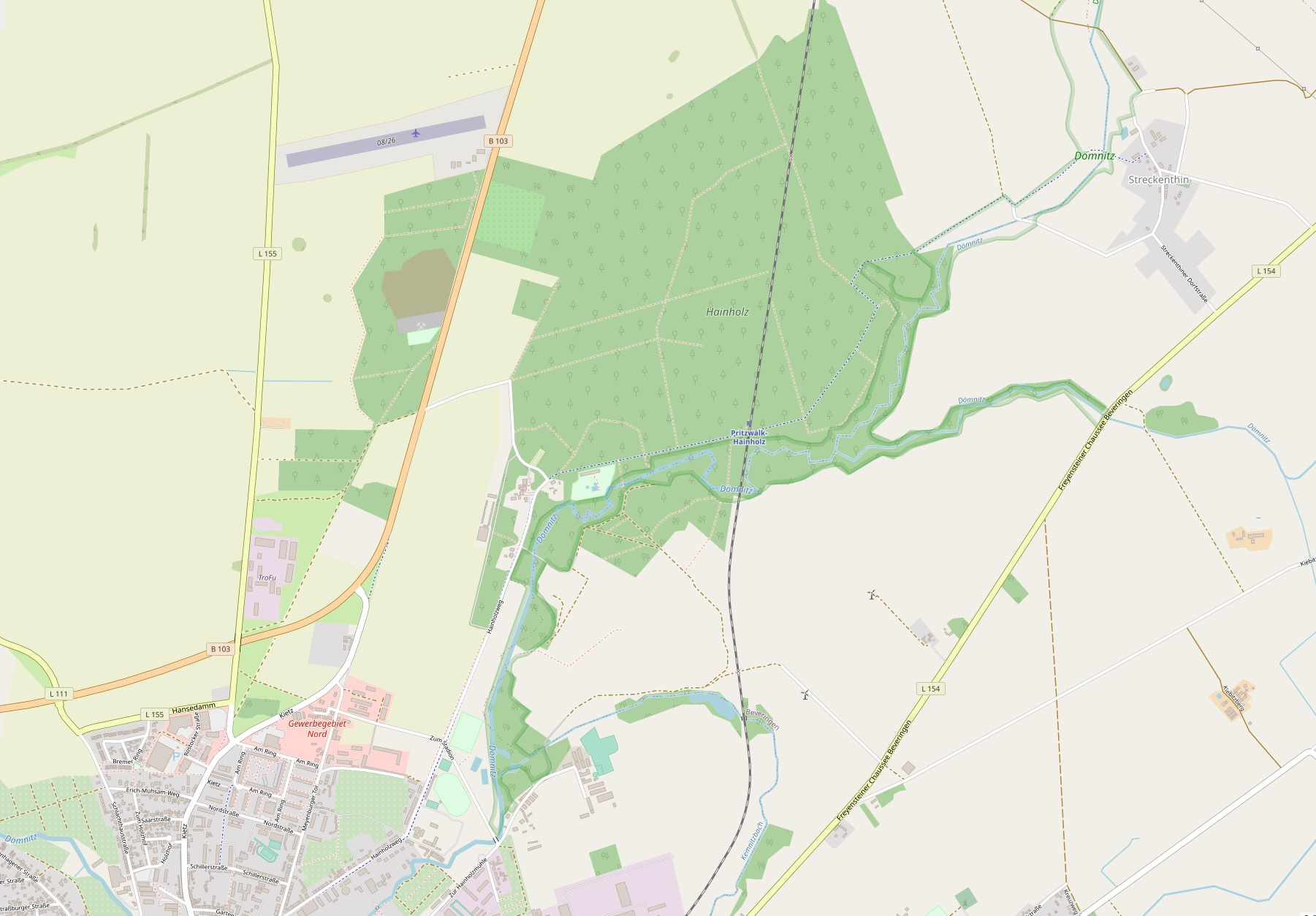
Openstreetmapauszug vom Hainholz

Die Nord-Süd-Ausdehnung des Waldstücks beträgt rund zwei Kilometer und die Ost-West-Ausdehnung rund 1,5 Kilometer. Die Entfernung von den Rändern der Stadtbesiedlung bis zum Beginn des Waldstücks beträgt rund einen Kilometer. Vom Ostrand des Waldes bis zum nächsten Pritzwalker Stadtviertel Streckenthin sind es ebenso rund einen Kilometer.
Der Flugplatz Pritzwalk-Sommersberg befindet sich mit rund 400 Metern in unmittelbarer Nähe an der Westgrenze des Waldes. Ebenso verläuft die B 103 in ähnlicher Entfernung entlang der westlichen Waldgrenze in Nord-Süd-Richtung. Zwischen dem Flugplatz und dem Hainholz befindet sich die Pritzwalker Heidelbeerplantage, eine rund 10 Hektar große privatwirtschaftliche Anlage. Im Norden schließt sich an der Nordgrenze des Waldes der Pritzwalker Wohnplatz Birkenfelde in rund 1,5 Kilometern Entfernung an.
Gebäudestrukturen finden sich vor allem im südlichen Eingangsbereich des Waldes in Richtung Kernstadt. Eine Bahnstrecke durchschneidet den Wald in einen östlichen und westlichen Teil. Der Wald ist als ganzes von einer mehreren Kilometer großen Frei- beziehungsweise Baulandfläche umgeben.

## Baumbestand und Flächen
Der Hainholz hat eine Holzbodenfläche von etwa 240 bis 250 Hektar. Etwa 18 Prozent davon sind in Privatbesitz und die restlichen Flächen gehören der Stadt Pritzwalk. Auf dem etwa 212,42 Hektar großen Stadtwald befinden sich etwa 74123 Festmeter Holzvorrat. Das sind 349 Festmeter pro Hektar.
Im Hainholz gibt es unterschiedliche Waldareale. Neben Bereichen mit relativ reinem Nadelbaumbestand gibt es Abteilungen mit überwiegend Laubwald und auch entsprechende Mischwaldgebiete. Die größte Artenvielfalt lässt sich in Mischwaldgebieten vor Ort finden. Dieser gleicht einem naturbelassenen Wald am ehesten und besteht aus vier Schichten. Die Bäume bilden die oberste Schichte mit ihren Ästen, darunter folgen Sträucher, Moose, Wildkräuter und Gräser. Diese machen die zweite und dritte Schicht aus. Die vierte Schicht bildet der Waldboden mit seinem Wurzelsystem.
1904 betrug die Baumbestandsfläche des städtischen Hainholzwaldes noch 125 Hektar. Von 1884 bis 1904 vergrößerte sich der Stadtwald um 25 Hektar. Der Wald wurde forstwirtschaftlich zu dieser Zeit in elf Abteilungen eingeteilt, nach denen auch die heutigen Wegverläufe bzw. Wegschneisen aufgebaut sind. Wenn die Form des heutigen Waldflächenbestands idealisiert kreisrund vorgestellt wird, dann hat sich die Waldfläche seit 1904 vorwiegend im letzten Quartil (viertes Viertel) des Kreises von 270 Grad bis 360 Grad erweitert. Das geplante Wachstum vollzog sich also in nordwestlicher Richtung. Dementsprechend war bereits um 1904 der damalige Waldbestand entlang der südlichen, östlichen Grenze deckungsgleich zum heutigen Grenzverlauf gewesen. Entsprechende Aufforstungspläne finden sich in der Betriebskarte von Oberförster Kahe, die von der königlich-preußischen Regierung am 5. November 1882 bestätigt wurde, wieder.
| Alter der Bäume in Jahren | Fläche in Hektar |
| ------------------------- | ---------------- |
| 5                         | 1,5              |
| 15                        | 6                |
| 25                        | 7                |
| 35                        | 20,5             |
| 45                        | 12               |
| 55                        | 15,25            |
| 65                        | 30,75            |
| 75                        | 29               |
| 85                        | 33               |
| 95                        | 13               |
| 105                       | 12,25            |
| 115                       | 9                |
| 125                       | 4                |
| >135                      | 19               |

108 Hektar Baumfläche von rund 250 Hektar des Waldes waren zwischen 55 und 85 Jahre alt. 38,25 Hektar Waldfläche war zwischen 95 und 125 Jahre alt. 47 Hektar der Waldfläche waren Jungbäume von 5 bis 45 Jahre. Sehr alte Bäume ab 135 Jahre umfassten 19 Hektar Waldfläche. Der gesamte Baumbestand des Waldes ist daher vom Altersschnitt als durchmischt einzustufen.
Der gesamte Wald ist als Erholungswald eingestuft worden. Dieser hat Vorrang vor der planmäßigen forstwirtschaftlichen Nutzung und dem Naturschutz.
Folgende Flächennutzungstypen sind im Hainholz ausgewiesen und klassifiziert worden.
- Lärmschutzwald: Er ist vor allem an den Gleisen zu finden, die das Hainholz queren und soll den lokalen Lärm mindern und einen visuellen Schutz zur Lärmquelle bilden
- Sichtschutzwald: dieser befindet sich an der Verlaufsführung der B103. Dieser hat vor allem ästhetische Funktionen zur Gestaltung des Landschaftsbildes im Umkreis störender Anlagen.
- gesetzlich geschütztes Biotop: dieses Flächenareal findet sich an den ufernahen Bereichen der Dömnitz, die als Fließgewässer durch den Hainholz mäandert. Verlandungsbereiche, Altarme und regelmäßig überschwemmte Gebiete zählen neben der ufernahen Vegetation hierzu.
- Naturschutzgebiet: viele der Flächen im Hainholz sind seit 1993 dieser Kategorie zugeordnet.
- Wald mit hoher ökologischer Bedeutung: dieser Waldtypus unterscheidet sich deutlich von seiner direkten Umgebung. Es können seltene Pflanzenarten auftreten.

| Baumart                 | Anteil in Prozent | in Hektar |
| ----------------------- | ----------------- | --------- |
| Kiefer                  | 35,5              | 74,9      |
| Buche                   | 14,5              | 30,7      |
| Eiche                   | 12,4              | 26,7      |
| Fichte                  | 8,5               | 18,05     |
| sonstige Nadelbaumarten | 6,5               | 13,45     |
| sonstige Hartbaumarten  | 4,5               | 9,53      |
| Lärche                  | 4,5               | 9,73      |
| Birke                   | 1,7               | 3,70      |
| Blöße                   | 0,6               | 1,28      |

## Wegenetz
Das rund 250 Hektar große Waldgebiet kann über insgesamt 17 Kilometer ausgebaute Wege zu Fuß oder Fahrrad erkundet werden. Das gut ausgebaute Wegenetz enthält auch einen asphaltiertem Radweg nach Streckenthin sowie mehrere Themenrouten für Waldspaziergänge, sogenannte Naturlehrpfade mit entsprechender Beschilderung und Wegebegleitinfrastruktur wie Bänke und Unterstände. Öffentlich geförderte ABM-Maßnahmen in den 1990er Jahren führten zum Ausbau der Wege- und Streckeninfrastruktur im Hainholz. Noch bis 2010 wurden diese Angebote von mehr als 100 Mitarbeitern über diverse Maßnahmen auf den zweiten Arbeitsmarkt abgesichert.
Das Hainholz ist aus der Innenstadt zu Fuß oder mit dem Fahrrad zu erreichen. Für Autos sind ausreichend Parkplätze vorhanden. In Parkplatznähe sind die Einrichtungen im Wald zu erreichen.

## Einrichtungen

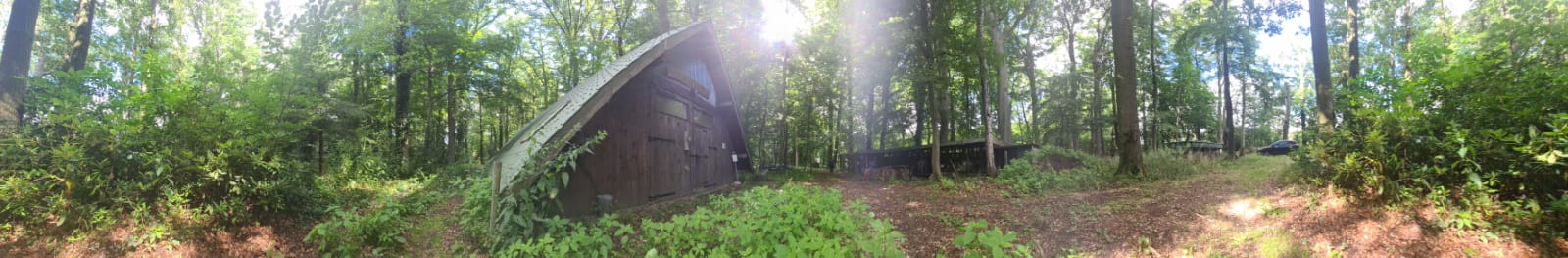
Hainholz, Pritzwalk, 2020, hier eine Hütte die für Gruppenkurse als Lehrraum genutzt wird

Der Wald wird nicht nur für die Forstwirtschaft genutzt, auch wenn der Wald in den Karten für die Forstwirtschaft geplant wurde. Neben einer Waldschule mit einem Naturlehrgarten, einem Park der Jahresbäume und einem Streichelzoo bietet der Hainholz auch das städtische Waldschwimmbad. Im Naturlehrgarten gibt es Birk- und Haselhühner, Uhu, Auerhuhn und Siebenschläfer zu betrachten.

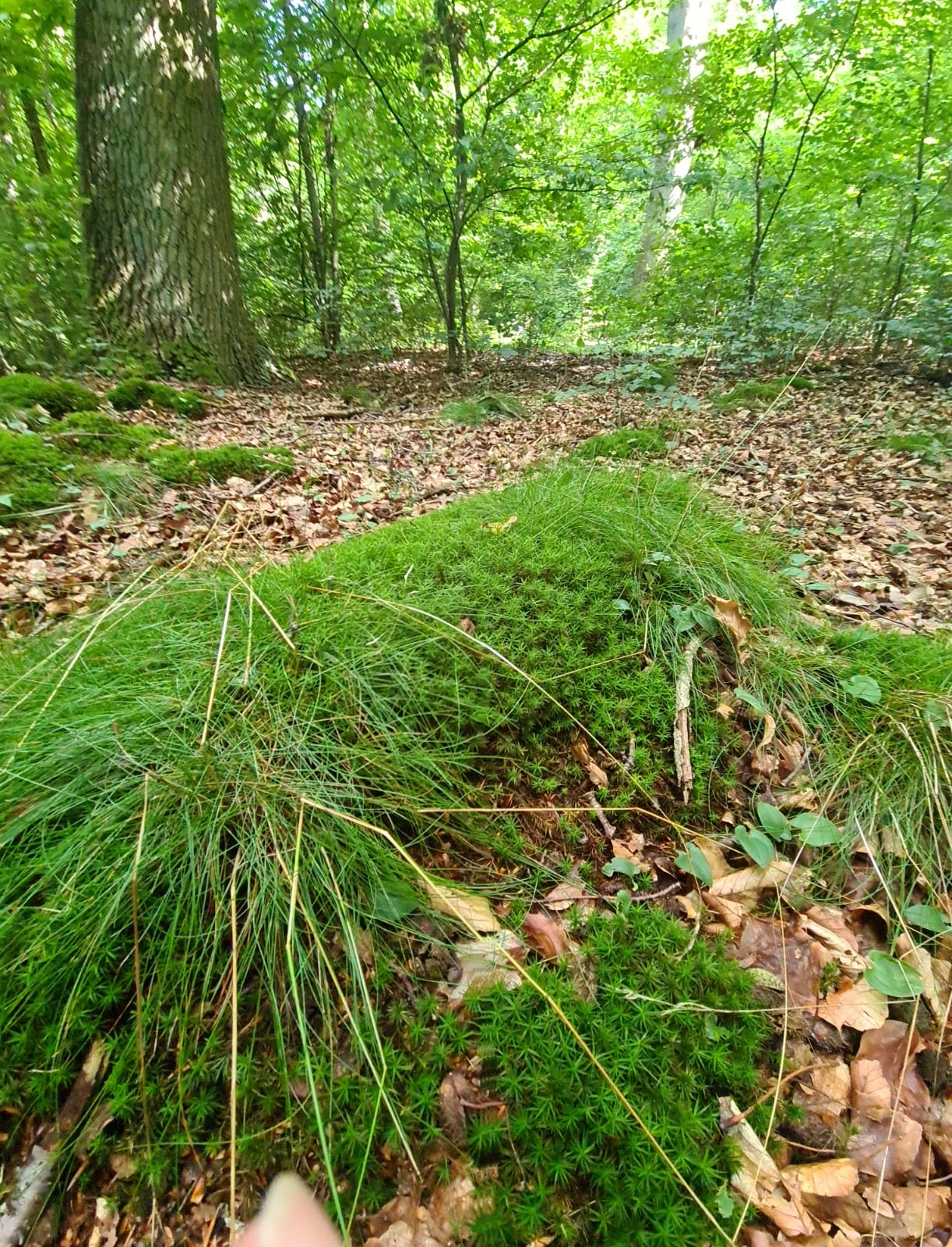
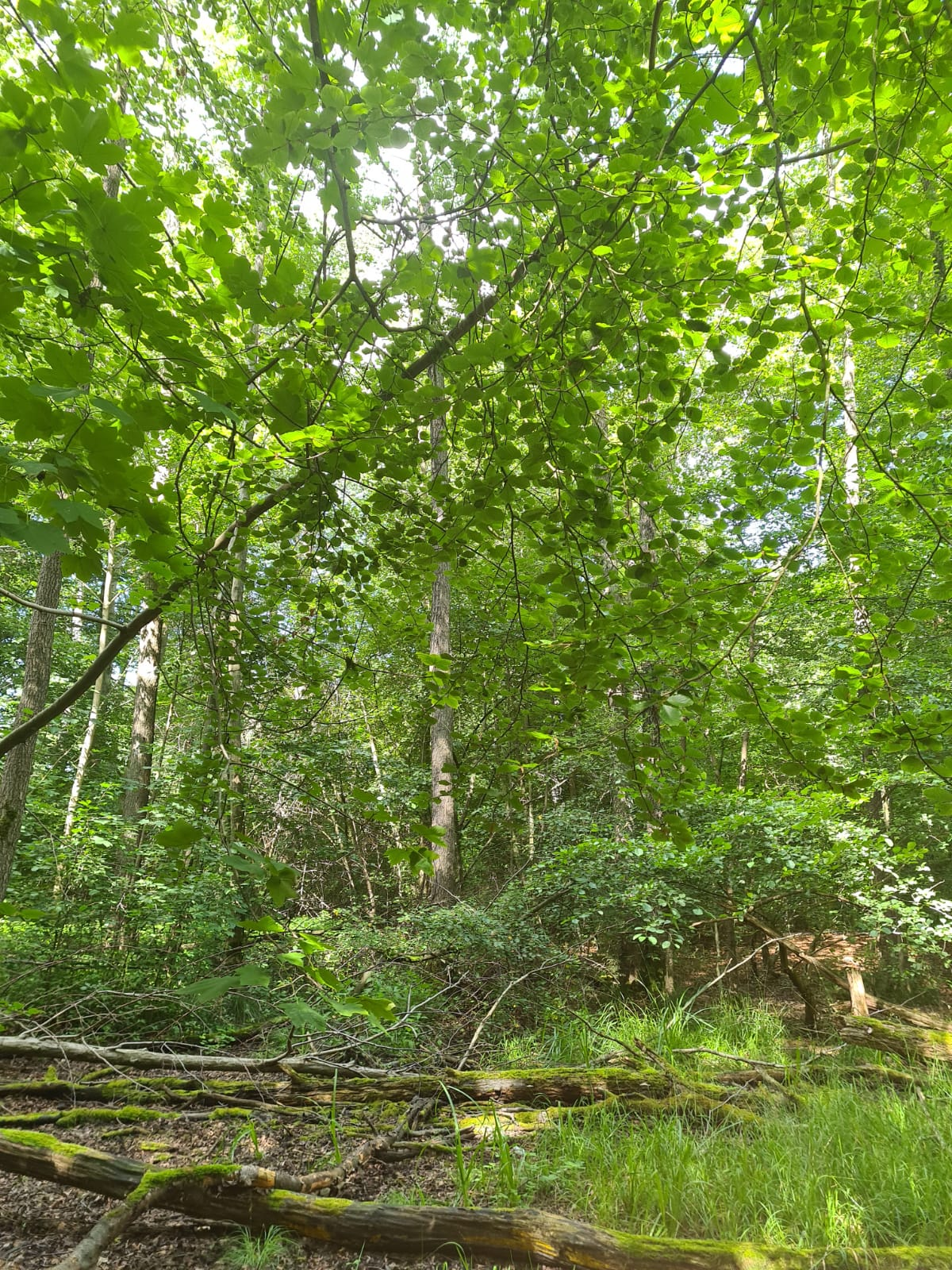
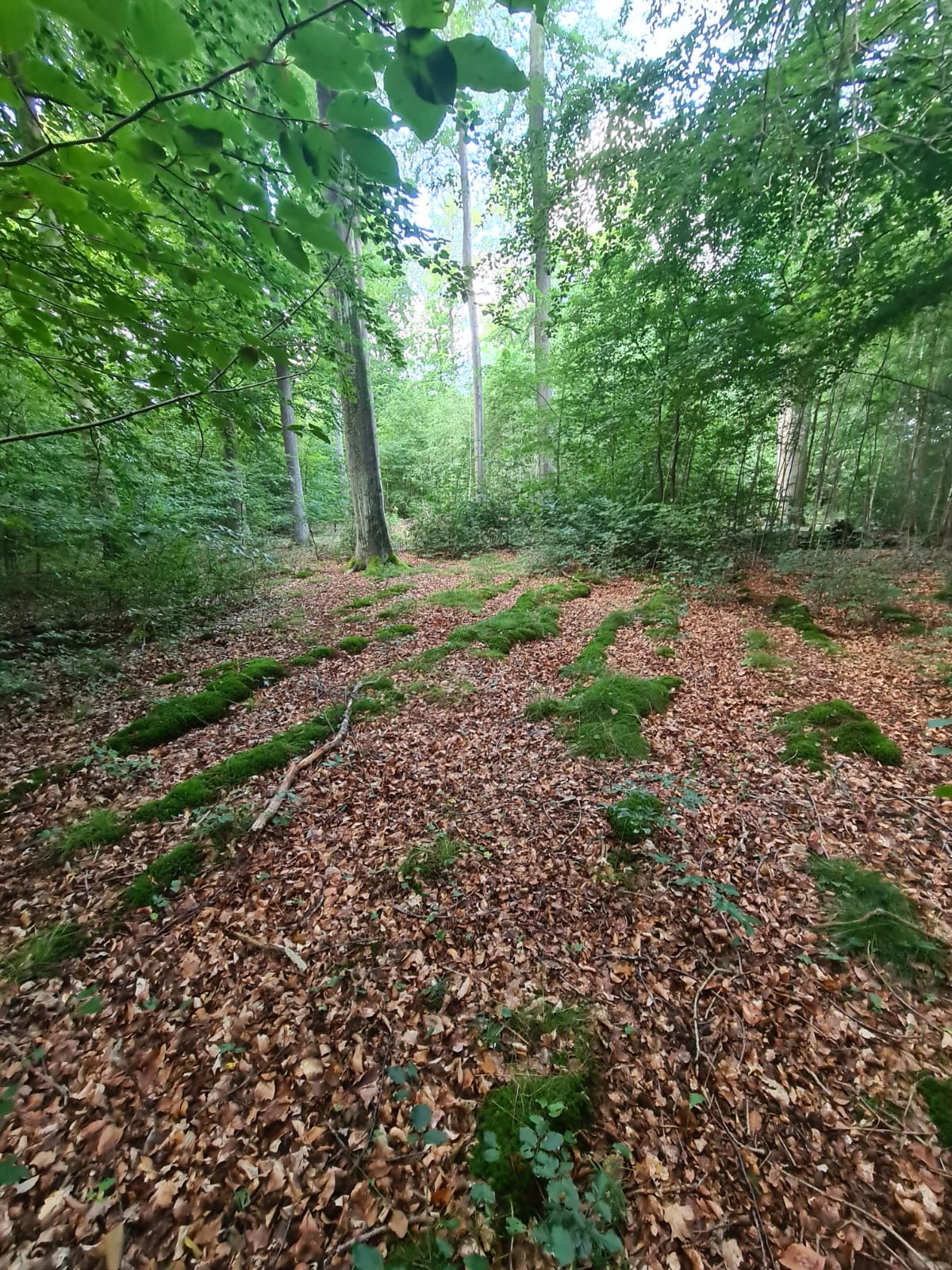

### Streichelzoo
Im Tiererlebnishof werden unter anderen Esel, Kamerunschafe, Ziegen, Alpaka und Meerschweinchen gehalten. 2013 belief sich der Bestand im Streicheltierhof auf 92 Tiere von 21 Arten. Das Futter für die Tiere stammt zum größten Teil von der Küche der Kita „Tausendfüßler“, der Tafel und dem Lebensmittelmarkt in der Marktstraße. Der Verein Natur, Landschaft und Denkmalpflege (NLD) Streckenthin e. V. hat seit 2013 die Betriebsführerschaft für den Streichelzoo inne, Eigentümerin des Areals ist weiter die Stadt Pritzwalk. Auch diese Einrichtung wurde bisher über MAE-Kräfte betrieben.

### Waldschwimmbad
Bereits 1889 war das erste Freibad im Hainholz an der Hainholzmühle gebaut worden. Vor dem Hintergrund des 20. Jahrestages der DDR wurde 1969 ein neues Pritzwalker Schwimmbad im Hainholz eröffnet. Hierfür wurde eine Waldfläche der Stadt zur Verfügung gestellt. Der Neubau erfolgte in einer Größe von 300 Quadratmetern, da die vorherige Badegelegenheiten nicht mehr nutzbar war. Das damals neu errichtete Bad wurde von den Pritzwalkern gut angenommen. Der Neubau zementierte die Bedeutung des Hainholzes als Naherholungsgebiet für Pritzwalk und war fortan ein Austragungsort für Wettkämpfe und Teil der schulischen Schwimmausbildung. 1993, nach fast 25 Jahren Betrieb wies die Badeanstalt erhebliche Schäden auf. Das marode Badebecken aus Beton verlor täglich um die 300 Kubikmeter Wasser. Zudem war die Wasseraufbereitung veraltet. Das führte zur Schließung des Hainholzbades. Die Sanierung und der Neubau eines neuen Bades wurde 1993 für 3,4 Millionen D-Mark begonnen. Es entstand ein Kombibecken mit Wasseraufbereitungsanlage, das im Juli 1994 übergeben wurde. Statt Betonbecken entstand ein wirtschaftlicheres Stahlbecken. Für weitere 1,45 Millionen Mark wurden bis Mai 1996 ein Eltern-Kindbereich sowie der Sanitärtrakt neu errichtet. Die Rutschenanlage folgte bis April 1998 für 953.000 Mark.
Heute verfügt das Hainholzbad über eine Wasserfläche von 723 Quadratmetern und weitere Nebenanlagen. Mit einer 480 Quadratmeter großen Solaranlage kann das Badewasser auf bis zu 27 Grad Celsius erwärmt werden. Das Kombibecken bietet sechs Wettkampfbahnen, die Sprunganlage drei Türme von einem bis fünf Metern Höhe. Eigentümer ist die Stadt Pritzwalk, die für den Betrieb des Bades Mitarbeiter des Wittenberger Bäderbetriebes beauftragt hat.
Das Waldschwimmbad verfügt außerdem über eine Sauna und Solarium.

### Ehemalige Försterei / Heinrich-Gätke-Haus (Naturschutzstation Hainholz)
Im Zentrum des Waldparks liegt die „Grüne Akademie“, eine Einrichtung der Schutzgemeinschaft Deutscher Wald. Zu den Aufgaben der grünen Akademie gehört die Aufzucht verschiedener einheimischer Pflanzen und Tiere. Ursprünglich gehörte die gesamte Anlage der preußischen Försterei. Der dortige Förster betrieb auf dem Areal der Grünen Akademie neben seiner eigentlichen forstwirtschaftlichen Aufgaben die Gaststätte Zum Forsthaus, die sich im jetzigen Raum der Naturkundeausstellung befand und ein separates Gebäude aus dem 18. Jahrhundert ist. Das Verwaltungsgebäude war die Scheune und der Weinkeller. Seit den 1950er Jahren trafen sich hier die Ornithologen des Kulturbundes. Sie trugen eine Sammlung von Präparaten zusammen. Die Sammlung wurde 1970 geschlossen und das Gebäude stand vor dem Abriss.
Bis 1976 leitete der Kreisnaturschutzbeauftragte Wilhelm Benecke die Einrichtung. Seinem Nachfolger Rudolf Scholz gelang es 1986 mit Hilfe des Staatlichen Forstwirtschaftsbetriebes und der Naturschutzbehörde die Einrichtung als Naturschutzstation neu zu gestalten, mit regionalen Naturschutzaufgaben zu bedenken und somit einen höheren Stellenwert zu verleihen. Nach der Wende wurde die Einrichtung durch den Forstwirtschaftsbetrieb genutzt. Auch die Jungjägerausbildung und -prüfung fand in ihr statt. Durch die Forstgebietsreformen und die damit verbundenen strukturellen Veränderungen wurden die Nutzungsrechte 2011 wieder an den Eigentümer, die Stadt Pritzwalk abgetreten. Diese bot dem Jagdverband Pritzwalk e. V. die Nutzung an. Nach aufwendigen Umgestaltungs- und Sanierungsmaßnahmen wurde die Einrichtung 2012 als „Lernort  Natur“ des Jagdverbandes Pritzwalk e. V. neu eröffnet.
Die Einrichtung besteht aus einem naturkundlich eingerichteten Raum mit über 250 Lehrpräparaten von Braunbär über Wolf bis Wanderfalke und Seeadler. Lehrtafeln behandeln Themen zu Wald und Wild, geben einen Überblick über die Naturschutzarbeit der Jäger, die Gliederung des Jagdverbandes und seine Aufgaben. In den eingerichteten Unterrichtsräumen werden Schüler und interessierte Erwachsene Kenntnisse über die Natur und den Umweltschutz vermittelt. Pro Jahr besuchen etwa 45.000 Menschen die Einrichtung. Lehrgangsort für die Jungjägerausbildung ist weiter das Waldschulzentrum Hainholz, „An der Grünen Akademie Hainholz“.

### Ferienzentrum Hainholz und heutige „Grüne Akademie“ / Waldschulzentrum Hainholz
Als Mitarbeiter der Forstbehörde war Rudolf Scholz einer der Initiatoren der grünen Akademie. Dieser erhielt für sein Engagement 2008 eine Auszeichnung von der Staatskanzlei Brandenburg überreicht. Es entwickelte sich allmählich ein Bildungszentrum für Umweltschutz, Naturschutz, Waldpädagogik und Artenschutz.
1990 bildete sich die Schutzgemeinschaft Deutscher Wald Pritzwalk e. V., die den Hühnervogelartenschutzpark, das Waldschulzentrum sowie den Tierstreichelhof mit Damwildgehege unterhält. Die Grüne Akademie Hainholz ist wiederum ein Zweckbetrieb des Vereins SDW-RV Prignitz e. V. mit Sitz in Pritzwalk.
Derzeit sind rund 60 Mitglieder in dem Verein zweckgerichtet engagiert. 2009 führten die Mitglieder des Vereins 117 Veranstaltungen im Pritzwalker Hainholz durch und zählten dabei 5500 Besucher, die sich rund um das Thema Natur und Wald informierten. Um 2012 arbeiteten über den Verein 13 MAE-Kräfte und vier Kollegen über das Programm „Arbeit für Brandenburg“ in den Einrichtungen im Hainholz.
Veranstaltungen zu den Themen des Naturschutzes wie zum Beispiel dem Tag des Baumes, der am 1. Mai mit einem Familienwaldfest begangen wird, werden durchgeführt. Das Waldhaus hat 14 Schlafplätze, ist beheizbar und kann ganzjährig genutzt werden. Die Bungalows beinhalten 16 Schlafplätze und können in der wärmeren Jahreszeit genutzt werden. Zusätzlich bieten die 24 Finnhütten Übernachtungsalternativen und können mit je drei Schlafplätzen belegt werden. Im Lehrgarten können heimische Tierarten beobachtet werden.
Seit 1992 gibt es im Hainholz die Rebhuhn-Aufzuchtstation. Jährlich werden hier 800 bis 1.000 Rebhühner gezüchtet und für die Auswilderung vorbereitet.

### Forsthaus und Waldgaststätte Hainholz
1822 erbauten die Pritzwalker Stadtförster ein Forsthaus, das als Dienstsitz und Wohnstätte des Försters diente. Auch gab es einen Ausschank für Ausflügler und Gäste. Die Anziehungskraft des Hainholz nahm immer mehr zu. In den Jahren 1865–1866 erfolgte mit Genehmigung des Stadtrats ein Anbau für die Bewirtung der Gäste und Ausflügler.
Bis im Jahre 1907 das stattliche „Restaurant im Hainholz“ errichtet wurde, blieb der Stadtförster für die Verköstigung der Ausflügler zuständig. Tische und Bänke standen unter Linden vor seinem Heim. Heute wird dieses Haus als Heinrich-Gätke Haus bezeichnet. Des Försters Frau servierte Bier und Getränke. In dem Fachwerkhaus hat heute die Schutzgemeinschaft Deutscher Wald (SDW) ihren Sitz.
Im April 1910 stellte der Gastwirt Robert Giedigkeit den Antrag, im Hainholz neben dem Forsthaus ein Restaurant zu errichten. 1911 eröffnete das Hainholzrestaurant und es wurde mit wechselnden Betreibern über die Kriegs- und Nachkriegs- und DDR-Zeit als Restaurant und Hotel weitergeführt.
1995 wurde das Forsthaus aufwendig restauriert. Der heutige Inhaber erweiterte das historische Gebäude mit einem Anbau für weitere Hotelzimmer und einem Wellnessbereich. Heute ist das historische Haus eine 3-Sterne Unterkunft und umfasst 24 Gästezimmer.

### Ehemalige Baumschule Hainholz
Die Baumschule wurde zuletzt 2007 bewirtschaftet. Um die Nachnutzung der insgesamt 10,5 Hektar großen Fläche hinter dem Kleintierzoo im Hainholz wurde seit 2017 öffentliche Debatten geführt. In dem Verlaufsprozess der mehrjährigen Verkaufs- und Nutzungsdebatte des Areals wurde der Verein PROhainholz e. V. gegründet, der sich für eine naturnahe Erhaltung des Flächenzuschnitts einsetzte.

## Forstwirtschaft
Mit der Wende 1989 endete auch im Osten Deutschlands die Kiefernharzgewinnung durch Lebendharzung. Zu DDR-Zeiten wurde das Kiefernharz benötigt, um den Rohstoffmangel auszugleichen. Durch besonders ausgebildete Waldarbeiter, die Harzer, wurden die Stämme der Kiefern mit speziellen Werkzeugen angeritzt und das an der Stelle austretende Harz wurde in einem Behälter unterhalb Ritzung aufgefangen. Das aufgefangene Harz wurde nach der Reinigung in der Chemie- und Pharmaindustrie weiterverarbeitet.
Die Forstbetriebsgemeinschaft (FBG) Waldverein Kronsberge hat seit 2019 die Waldbewirtschaftung im Hainholz übernommen. Die Stadt Pritzwalk ist Mitglied in der FBG Waldverein Kronsberge, die aber auch in der ganzen Prignitz verstreute Flächen bewirtschaftet. Forstämter sind nicht mehr zuständig für die Waldbewirtschaftung von Privatwald nach erfolgter Umstrukturierung der Aufgaben der Forstämter.
Die Änderung folgt einer Entscheidung des Landes, nach der die Forstämter nicht mehr zuständig sind für die Waldbewirtschaftung von Privatwald. Die Förderrichtlinie ist auf einen Ausbau der Mischbestände hin ausgelegt.
Die die Borkenkäferplage hat auch den Hainholz erreicht. Ausgangspunkt für die Ausbreitung des Schädlings waren die schweren Herbststürme 2017. Insbesondere die Fichtenbestände sind betroffen. Kahlschläge sind die Folge. Die Trockenperiode um 2017, 2018 führte zu nachhaltigen Forstschäden am Baumbestand.
Die geernteten Bäume werden in dem nahe gelegenen Furnierwerk (Furnierwerk Prignitz GmbH & Co. KG) im Ortsteil Falkenhagen zu Furnieren oder Rindenmulch oder Grobspanplatten verarbeitet.

## Fauna und Jagd
Auch im Hainholz wird der Wildbestand regelmäßig bejagt. Das beugt Wildschäden vor und dient der Hege und Pflege des Wildbestandes. Zwei Mal im Jahr wird eine solche Jagd im Hainholz durchgeführt. Insgesamt 42 Schützen und 30 Treiber waren 2014 an so einer Jagd beteiligt. Die Jagdstrecke der Ansitzdrückjagd betrug in dem Jahr sechs Stück Schwarzwild und zwei Stück Rehwild.
Im Pritzwalker Hainholz sind seltene Arten wie der Schwarzstorch oder der Fischotter heimisch.
Der Wolf, der auch Pritzwalks Wappentier ist, und auch Namensbestandteil des slawischen Namens „Pritzwalk“, ist wieder in der Prignitz heimisch geworden und seit 2016 auch im Hainholz gesichtet worden.

## Sehenswürdigkeiten

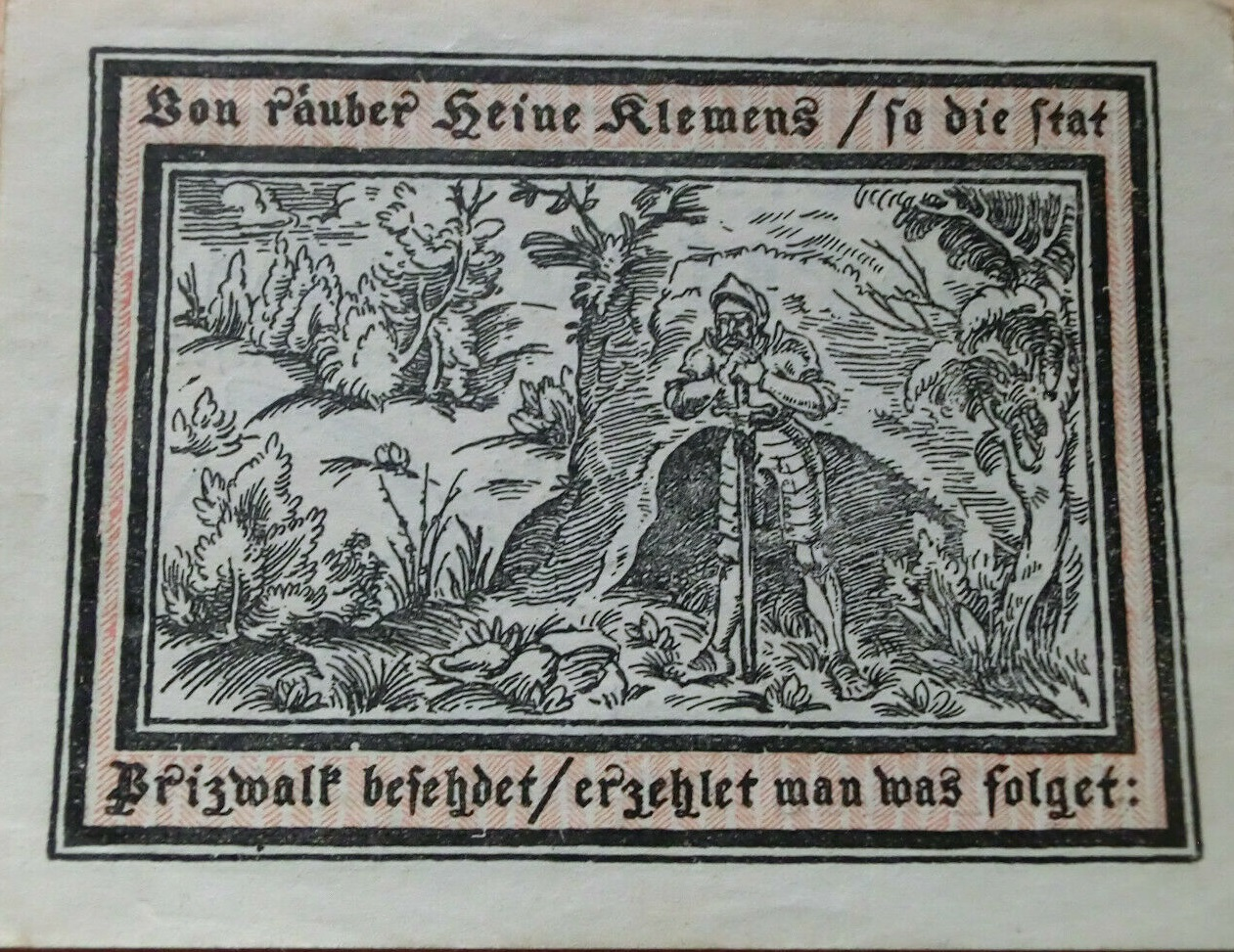
Notgeld Gutschein 50-Pfennig Stadt Pritzwalk 1922

- Das mögliche Lager des Räubers Haine Klemens, die Klemenskuhle ist eine der Sehenswürdigkeiten auf dem Naturpfad durch das Hainholz.
- Die Dreikaiserbuchen waren drei markante Buchen im Hainholz, die ein beliebter sonntäglicher Ausflugspunkt der Pritzwalker Stadtbevölkerung im Deutschen Kaiserreich wurden. Die stattlichen Bäume im Hainholz wurde 1888 im Dreikaiserjahr im Auftrag der Stadtverordneten ausgesucht und als Gedenkstelle an die Ereignisse dieses Jahres gewidmet. Die Buchen stehen nicht mehr.
- Liebesinsel:  Eine Schleife der Dömnitz umschließt hier die kleine Halbinsel mit nur einem Zugang. Sie wird als „Liebesinsel“ bezeichnet. Wie gleichnamige Stellen an anderen Orten Deutschlands hat sie im Laufe der Zeit zahlreichen Liebespärchen ein heimliches Versteck geboten.
- Dömnitz Mäander: Die Dömnitz durchfließt den Waldpark Hainholz und bestimmt seine Struktur entscheidend mit. Der Fluss ist hier auf etwa zwei Kilometern naturbelassen.
- Poetensteig: bezeichnet einen langgestreckten Laubgang. Über 100 Jahre alte Eichen, Eschen, Fichten und Buchen säumen den Poetensteig im Pritzwalker Hainholz. Bis heute ist er der beliebteste Wanderweg dieses Waldes. Zu jeder Jahreszeit wird er gepflegt und frei gehalten. Einst standen die Bäume eng zusammen. Neue Exemplare wachsen an den Wegesrändern nicht mehr nach, seit sich das Kronendach hoch oben ganz geschlossen hat.
- Roter Spring: Der rote Spring bezeichnet eine Quelle, die der Dömnitz zufließt. Im Bereich des Hainholzes ist die Dömnitz sehr fischreich, hier findet sich vor allem die typische Artengemeinschaft von Bachforelle, Neunauge, Schmerle, Kroppe und Elritze – aber auch Aale, Hechte und Edelkrebse.[34]

## Sonstiges
Nach einer Stadtlegende soll der Räuber Heine Klemens während und nach der Zeit des Interregnums in der Mark Brandenburg hier sein Lager gehabt haben. Der Raubritter lag in Fehde mit der Stadt Pritzwalk und überfiel fahrende Händler von der Klemenskuhle im Hainholz.  Bekannt wurde die Sage als Bildergeschichte auf dem Notgeld von 1922. In Theaterstücken ist sie seitdem immer wieder aufgeführt worden.
Die Sonderausstellung Stadt/Wald: Pritzwalk und sein Hainholz, die seit dem 20. September 2020 in der Museumsfabrik Pritzwalk gezeigt wird, vermittelt die kulturgeschichtliche Bedeutung des Waldparks für die städtische Bevölkerung.